# Mpaka
Mpaka – miasto w Eswatini, w dystrykcie Lubombo. W jego pobliżu oddano w 2014 roku do użytku nowy, międzynarodowy port lotniczy Króla Mswatiego III (ang. King Mswati III International Airport).